# حوزه انتخابیه دوم فلوریدا
حوزه انتخابیه دوم فلوریدا یک حوزه انتخابیه مجلس نمایندگان آمریکا است که در ایالت فلوریدا قرار دارد.